# Warner's
Warner's var en amerikansk korsettfabrikant grundad 1874 av läkarna och bröderna Warner. 
Företaget tillverkade bland annat korsetter och andra damunderkläder på Frösön i Jämtland. Fabriken sedan byggts om och är idag ett företagshotell. Frösö IF:s fotbollssektioner använder gräsytorna framför byggnaderna. Spelplanerna kallas fortfarande för Warners trots att det är många år sedan verksamheten upphörde.
Företaget lever vidare i hemlandet USA som Warnaco.